# DO THE MOTION
DO THE MOTION（ドゥー・ザ・モーション）はBoAの16枚目のシングル。2005年3月30日発売。発売元はavex trax。 

## 解説
- 自身初のオリコンシングルチャート1位を獲得した作品。日本を除くアジア出身のソロアーティストのオリコンシングルチャート1位獲得は、1983年の欧陽菲菲の「ラヴ・イズ・オーヴァー」以来約21年4か月ぶり[2]、平成以降初である。
- タイトル曲の「DO THE MOTION」のほか、c/wの「With U」と「キミのとなりで」にもタイアップが付いた実質3曲A面的なシングルである。

## 収録曲
1. DO THE MOTION
  - 作詞：渡辺なつみ／作曲：葛谷葉子／編曲：YANAGIMAN

コーセー「Fasio」CMソング[3]
2. With U
  - 作詞：BoA／作曲：コモリタミノル／編曲：田中直

ユニリーバ・ジャパン「リプトン リーフィン」CMソング
3. キミのとなりで
  - 作詞：山本成美／作曲：葛谷葉子／編曲：松原憲

au by KDDI「着うたフル」CMソング
コンピレーションアルバム「歌スタ!!エイベックス・スペシャル・エディション -SONG OF LIFE-」には葛谷葉子によるセルフカバーが収録されている。
4. DO THE MOTION（TV MIX）
5. With U（TV MIX）
6. キミのとなりで（TV MIX）

## -The Greatest ver.-
『DO THE MOTION -The Greatest ver.-』（ドゥー・ザ・モーション -ザ・グレイテスト・バージョン-）はBoAの配信限定シングル

### 解説
日本デビュー20周年を記念して行われるセルフカバー・プロジェクトの第4弾。
オリジナルとはまた、違うテイストとして仕上げられていると言う。

### 収録曲
1. DO THE MOTION -The Greatest ver.- (4:46)
作詞：渡辺なつみ / 作曲：葛谷葉子 / 編曲：Kaoru Inoue